# 오카모토 마사히로
오카모토 마사히로(일본어: 岡本 昌弘, 1983년 5월 17일 ~ )는 일본의 축구 선수이다.

## 구단 경력
그는 2002년부터 2024년까지 J리그의 제프 유나이티드 지바, 에히메 FC, 사간 도스에서 활동하였다.

## 국가대표팀 경력
그는 2003년 FIFA 세계 청소년 축구 선수권 대회에 참가할 일본 U-20 국가대표팀에 선발되었으나 경기에 출전하지는 못하였다.